# Achille Formis

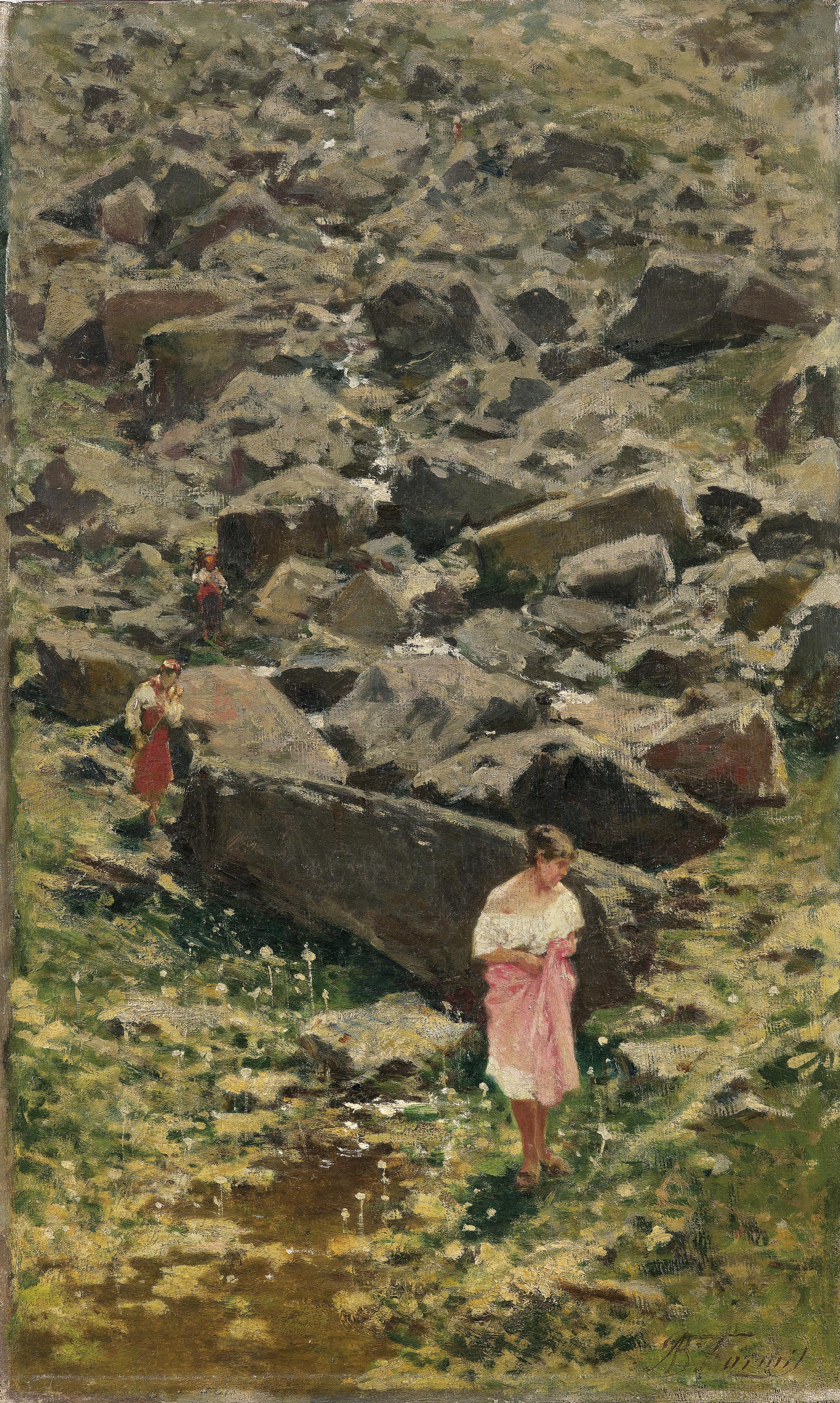
Paesaggio roccioso con giovani donne sulla riva del torrente (1906 circa) Collezioni d'arte della Fondazione Cariplo

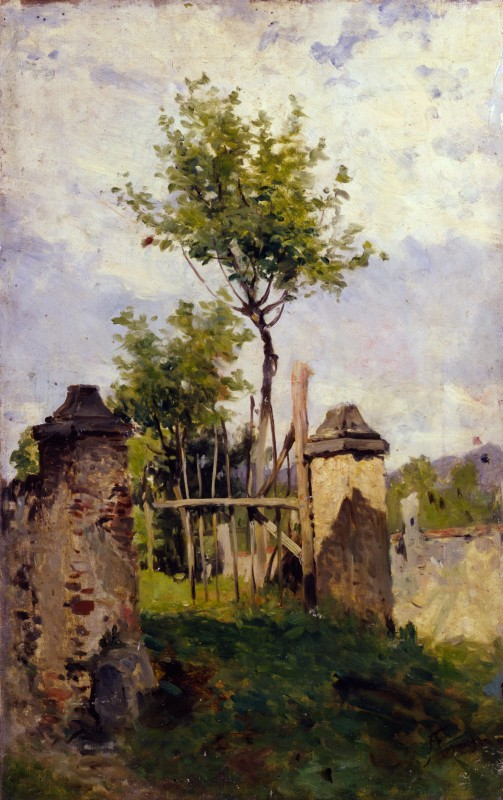
Paesaggio, (1890 circa) Collezioni d'arte della Fondazione Cariplo

Achille Befani, noto anche con lo pseudonimo di Achille Ercole Carlo Formis (Napoli, 13 settembre 1830 – Milano, 28 ottobre 1906), è stato un pittore e cantante italiano.

## Biografia
Achille Befani nasce dal romano Vincenzo Befani e dalla napoletana Antonia Formis a Napoli dove, oltre a frequentare i corsi di Gabriele Smargiassi presso l'Istituto di Belle Arti di Napoli, intraprende la carriera di cantante lirico che prosegue quando, utilizzando lo pseudonimo di Formis (il cognome materno), si trasferisce a Milano per seguire i corsi di Gaetano Fasanotti dell'Accademia di Belle Arti di Brera e al contempo si esibisce come basso al Teatro alla Scala e presso i maggiori teatri italiani, attività che conclude nel 1867.
Esordisce nel 1848 alle Biennali Borboniche con Il Vesuvio veduto da Posillipo e nel 1851 con Paesaggio, premiato con una medaglia d’argento.
Tre anni dopo essere rimasto vedovo di Teresa Notari, nel 1859 sposa a Bologna Teresa Bellini (mancata nel 1885), ballerina milanese dalla quale l'anno successivo nasce la figlia Luigia.
Nel 1860 partecipa all'Esposizione dell'Accademia di Brera, della quale è socio onorario, con Un avamposto dell'armata di Garibaldi nelle vicinanze di Milazzo e nel 1863 con Interno di un bosco, nel 1864 è all'Esposizione di Torino con Nelle vicinanze di Nizza, mentre nel 1867 ancora a Brera dove espone Ruderi antichi sulle coste della Sicilia.
Nel 1868 viaggia tra l'Egitto e la Turchia, dove visita luoghi dai quali trae ispirazione per le opere di questo periodo e frequenta Giuseppe Verdi, con il quale avvia una sincera amicizia.
Dal 1869 è membro del Consiglio Direttivo e azionista della neonata Esposizione Permanente di Belle Arti di Milano, alle cui mostre partecipa assiduamente come nel 1870 con Il letto del fiume Lambro presso Canzo e Villaggio arabo, nel 1872 con Ritorno da una refezione sul lago di Varese, Riviera di Nizza e Paesaggio egiziano con figure rappresentanti una scena dell'Aida, nel 1879 con Nel giardino della Villa Reale, Milano, L'ultima lava, Napoli e Sul Lago Maggiore, nel 1881 con Tra i monti, In un parco e Taxodium Distica, nel 1882 con Nella valle di Scalve e Dopo la pioggia, nel 1888 con Sulla laguna, nel 1893 con Venezia.
Sempre nel 1870 partecipa con Villaggio arabo e Costantinopoli alla Mostra Nazionale di Parma, dove si aggiudica una medaglia di bronzo, mentre nel 1873 espone alla Esposizione Universale di Vienna Paesaggio con macchiette, L’ora del pasto (Campagna romana) e Una passeggiata sul Lago di Varese e l'anno successivo all'Esposizione Internazionale di Londra Ricreazione e Vista di Napoli.
Nel 1875 invia all'Esposizione Internazionale di Santiago del Cile Alpiniste e Una colazione in piedi, l'anno successivo presenta Un pranzo all'Esposizione Internazionale di Philadelphia.
Nel 1877 partecipa all'Esposizione Nazionale di Belle Arti di Napoli con Angolo della fontana del Sultano Ahmed, acquistato dal re Umberto I, nel 1879 alla Promotrice torinese con 'L'ultima lava, Napoli, che viene acquistato dal re Umberto I e l'anno successivo con Nella Valle e Ritorno al piano, anch'esso acquistato dal re.
In questo periodo si associa alla Società Artisti e Patriottica, partecipando a diverse edizioni delle esposizioni natalizie, frequenta l'atelier di Eleuterio Pagliano e il suo gruppo di allievi e amici, come Eugenio Gignous e Giuseppe Bertini, stringe un rapporto lavorativo
e amichevole con la famiglia di editori musicali Ricordi, in particolare con l'artista e scrittore Giulio e con altre famiglie di imprenditori e amanti dell'arte e della musica.
Partecipa all'Esposizione nazionale artistica di Venezia nel 1887 con Presso Sesto Calende e Sulla Strona, l'anno successivo alla mostra annuale della Permanente con Sulla laguna e nel 1899 alla III Esposizione internazionale d'arte con Lavori agricoli nel mantovano.
Nel 1891 espone alla Prima Triennale di Brera Sulla piazza di Talamona, Peschiera sull'Adda e Dirupi in Valle del Masino, alla terza triennale del 1897 con Bassa marea e Al Ponale, alla Esposizione Generale di Torino del 1898 con L'Ave Maria (Piazzale dell'Arcivescovado di Chioggia) e Chioggia da Sottomarina e alla quarta triennale con Procellarie, acquistato da Vittorio Emanuele III di Savoia e Armonie montanine.
Muore a Milano il 28 ottobre 1906, è sepolto nel Cimitero Monumentale.
Tra i suoi allievi, Francesco Gnecchi.

## Stile
(L'illustrazione italiana, N.29, 1880, pp.39)
Artista poliedrico, eccellente nel canto lirico, Formis viene definito uno dei massimi interpreti del Naturalismo lombardo accanto a Eugenio Gignous, amico fin dagli anni dell'Accademia, con una particolare predilezione nella riproduzione
dal vero (retaggio dell'influenza esercitata dalla Scuola di Barbizon) di paesaggi lacustri e fluviali lombardi, di marine, lagune venete e scene di genere campestri, attraverso una pittura originale ed equilibrata, di fatto autonoma da scuole e maestri e lontana dalla contemporanea corrente del Divisionismo.
Ritorno al piano (1880), grande paesaggio alpino di soggetto pastorale, notevole effetto realistico e una chiara vena malinconica e uggiosa, è considerato dalla critica contemporanea il maggior successo di Formis.
Questo filone principale viene intervallato a quadri esotici, derivati dalla sua esperienza in Egitto e Turchia, che contribuisce a portare un maggior equilibrio nella luminosità delle sue tele e dal rapporto con Giuseppe Verdi, per il quale realizza un dipinto della casa natia e diverse litografie di Aida.
Gli ultimi anni di attività sono caratterizzati da quadri di ampie dimensioni realizzati con una pittura matura, stesa a piccoli e veloci tocchi di colore e con tagli prospettici innovativi, come in Lavori agricoli nel mantovano, che tocca con sensibilità il tema sociale di estrema attualità del lavoro femminile.

## Opere principali
- La casa natale di Giuseppe Verdi a Le Roncole (1855), olio su tela, collezione privata;
- Annacquatoio della campagna napoletana (1864), olio su tela, collezione privata;
- Le camicie rosse (1866), olio su tela, collezione privata;
- Cascinale lombardo (1867), olio su tela, collezione privata;
- Istanbul, insediamento extramurale (1869), olio su tela, collezione privata;
- Ritorno dai campi (1869), olio su tela, collezione privata;
- Letto del fiume Lambro presso Canzo (1870), olio su tela, Accademia di Belle Arti di Brera[6];
- Contadina sotto i Corni di Canzo (1870), olio su tela, collezione privata;
- Oasi nel deserto del Sahara (1871), olio su tela, collezione privata;
- Nella valle (1880), olio su tela, Galleria civica d'arte moderna, Torino[7];
- Taxodium distichum (1881), olio su tela, collezione privata;
- Ritorno al piano (1883), olio su tela, collezione privata;
- Le bagnanti (1883), olio su tela, collezione privata;
- Sesto Calende (1886-1888), olio su tela, collezione privata;
- Cascina di campagna (1890), olio su tela, collezione privata;
- Scorcio di Venezia (1890-1895), olio su tela, collezione privata;
- Paesaggio (1890-1895), olio su tela, collezione privata[8];
- La montanara (1890-1899), olio su tela, Galleria Giannoni, Novara;
- In riva al lago (1893), olio su tela, collezione privata;
- La città vista dal canale (1896), olio su tela, collezione privata;
- Al Ponale (Lago di Garda) (1896), olio su tela, collezione privata;
- Marina a Chioggia (1897), olio su tela, collezione privata;
- Bassa marea, laguna di Pellestrina (1897), olio su tela, collezione privata;
- Lavoro nei campi (1898), olio su tela, collezione privata;
- Erica in fiore (Pascolo nella pianura) (1906), olio su tela, collezione privata[9];
- Il barcaiolo (1906), olio su tela, collezione privata;
- Maggengo (1906), olio su tela, collezione privata;
- Paesaggio vigezzino (non datato), olio su tela, collezione privata;
- Ritorno da una refezione sul lago di Varese (non datato), olio su tela, Pinacoteca Villa Zito, Palermo;
- Paesaggio roccioso con giovani donne sulle rive di un ruscello (non datato), olio su tela, collezione privata;
- Laguna a Chioggia (non datato), olio su tela, collezione privata;
- Veduta della laguna (non datato), olio su tela, collezione privata;
- Paesaggio lombardo (non datato), olio su tela, collezione privata;
- Treno nella pianura lombarda (non datato), olio su tela, collezione privata;
- Paese sul fiume (non datato), olio su tela, collezione privata;
- La raccolta del fieno (non datato), olio su tela, Galleria Giannoni, Novara;
- Fanciulla nel bosco (non datato), olio su tela, collezione privata;
- Passeggiata in montagna (non datato), olio su tela, collezione privata;
- Portale di campagna (non datato), olio su cartone, collezione privata;
- Una donna vicino alla fattoria (non datato), olio su cartone, collezione privata;
- Le lavandaie (non datato), olio su tela, collezione privata;
- Pescatore sul lago (non datato), olio su tela, collezione privata;
- Ruscello (non datato), olio su tela, Fondazione Ca’ Granda Ospedale Maggiore Policlinico, Milano[10];
- Torbiera a Pusiano (non datato), olio su tela, collezione privata;
- Marina con scogli e barche (non datato), olio su tela, collezione privata;
- Il torrente (non datato), olio su tela, collezione privata;
- Mucche (non datato), olio su tela, collezione privata;
- Lago di Como (non datato), olio su tela, collezione privata;
- Veduta del lago di Pusiano (non datato), olio su tela, collezione privata;
- Cannaregio, Venezia (non datato), olio su tela, collezione privata;
- Mareggiata a Napoli (non datato), olio su tela, collezione privata;
- I figli di Giulio Ricordi nel giardino di Villa d’Este a Cernobbio (non datato), olio su tela, collezione privata;
- Scorcio del giardino della Villa d’Este, Como (non datato), olio su tela, collezione privata;
- Giovani donne in riva al lago (non datato), olio su tela, collezione privata;
- Angolo di giardino (non datato), olio su tela, collezione privata;
- La carrozza ’Koçu’ (non datato), olio su tela, collezione privata;
- Giovane donna all’ombra (non datato), olio su tela, collezione privata;
- Cappelletta in riva al mare (non datato), olio su tela, collezione privata;
- Barche sulla laguna (non datato), olio su tela, collezione privata;
- Case sul Po (non datato), olio su tela, collezione privata;